# Transportes Aéreos Orientales (TAO)
Transportes Aéreos Orientales (TAO) fue una aerolínea ecuatoriana que operó entre 1949 y 2012 vuelos regulares, chárter y de carga en todo el territorio de Ecuador.  

## Historia
La historia de la empresa empezó hacia 1949, cuando el capitán Gonzalo y su hermano Jacinto Ruales Salgado, unos oficiales de la Fuerza Aérea Ecuatoriana decidieron fundarla. Su centro de operaciones se estableció en Mera, en las proximidades de Puyo, Pastaza. Este proyecto familiar resultó todo un éxito en una época en la que el Oriente ecuatoriano era un mundo aparte y que la red de carreteras no solo era deficitaria sino que, además, precaria. Hay que tener presente que hasta comienzos de la década los años sesenta la infraestructura vial del país apenas si mantenía conectadas algunas de las principales ciudades de Ecuador. 
TAO inició sus operaciones con dos modestos aviones monomotor de la mítica Noorduyn Norseman. Estos aparatos resultaban ideales para pistas cortas como las de la Amazonía. Posteriormente, la flota se incrementó con dos Junkers Ju 52 alemanes que se adquirieron a la escandinava SAS. El destino de estos aviones fue muy distinto, uno de ellos, el "Azuay" sufrió un aparatoso accidente en 1958 en la cabecera norte del aeropuerto de Quito. El otro, bautizado con el nombre de Amazonas, tuvo más suerte y logró con mucho éxito sobrevivir en el tiempo. El aparato, que durante largos años permaneció aparcado en el viejo aeropuerto de Quito, fue comprado por un norteamericano hasta que finalmente fue a parar en los hangares de Lufthansa en Frankfurt.
Años más tarde se integraron a la flota cuatro Douglas DC-3. Uno de estos aparatos fue comprado en Estados Unidos y los otros tres se adquirieron a la brasileña VARIG. En estos años se hacían vuelos chárter que trasladaban enfermos, médicos, sacerdotes, misioneros, ingenieros e incluso antropólogos. También servicios de aerofotogrametría, correos y transporte de pago de sueldos a los servidores públicos. Ya en la era petrolera prestaron servicios a las compañías trasportando personal y materiales de construcción. Por último, y por si fuera poco, hasta llegaron a participar activamente en las guerras de Paquisha y del Cenepa llevando tropas, armas, municiones y bastimentos.
La empresa operó en muchos más lugares a lo largo y ancho del país. Su marca comercial no debe llevarnos a confusiones. Las pistas de Guayaquil, Esmeraldas, Manta, Portoviejo, Cuenca, Ibarra, Tulcán, Loja, Macará, etc., fueron muy frecuentadas por sus aviones.  Hay muchas causas que explican el paulatino declive de la empresa. Por un lado, hay que tener presente el desarrollo vial que experimentó la región a partir de la década de 1980. La construcción de carreteras permitió la entrada de camiones y de autobuses de pasajeros, medio con los que resultaba muy difícil competir. Si en los años cuarenta el transporte terrestre terminó con el ferrocarril, en los años ochenta marcó el fin de las pequeñas y medianas empresas aéreas. Por otro lado, también hay que considerar que empezaron a operar con mayor regularidad aerolíneas subsidiadas como TAME, que absorbieron buen parte del negocio. Por su parte, el ejército también aumentó su flota de aviones y tomó a cargo trayectos que anteriormente hacía la empresa. Finalmente, la compañía dejó de funcionar en 2012.

## Antigua flota
| Aeronaves                            | Total | Introducido | Retirado | Matrículas                      |
| ------------------------------------ | ----- | ----------- | -------- | ------------------------------- |
| Bell 212                             | 2     | ??          | 2012     |                                 |
| Cessna 180C                          | 2     | 1961        | ??       |                                 |
| Cessna 206                           | 2     | ??          | 2012     |                                 |
| De Havilland Canadá DHC-6 Twin Otter | 1     | 1970        | ??       |                                 |
| Douglas DC-3                         | 4     | 1961        | 1974     | HC-ALC, HC-AMT, HC-AFQ y HC-ALK |
| Junkers Ju 52                        | 2     | 1949        | 1963     | HC-SND y HC-ABS                 |
| Noorduyn Norseman                    | 2     | 1949        | 1961     |                                 |
| Pilatus PC-6 Porter                  | 1     | ??          | 1984     |                                 |
| Stinson 108                          | 1     | c. 1950     | 1956     | HC-SNK                          |

## Antiguos destinos
| Destino                                       | Aeropuerto                                      |
| --------------------------------------------- | ----------------------------------------------- |
| Catamayo, Loja                                | Aeropuerto Camilo Ponce Enríquez                |
| Cuenca, Azuay                                 | Aeropuerto Internacional Mariscal La Mar        |
| Esmeraldas, Esmeraldas                        | Aeropuerto Coronel Carlos Concha Torres         |
| Gualaquiza, Morona Santiago                   | Aeropuerto José Mario Madero Jaramillo          |
| Guayaquil, Guayas                             | Aeropuerto Internacional José Joaquín de Olmedo |
| Ibarra, Imbabura                              | Aeropuerto Atahualpa                            |
| Lago Agrio, Sucumbíos                         | Aeropuerto de Nueva Loja                        |
| Macas, Morona Santiago                        | Aeropuerto Edmundo Carvajal                     |
| Macará, Loja                                  | Aeropuerto José María Velasco Ibarra            |
| Manta, Manabí                                 | Aeropuerto Internacional Eloy Alfaro            |
| Nuevo Rocafuerte, Orellana                    | Aeródromo de Nuevo Rocafuerte                   |
| Portoviejo, Manabí                            | Aeropuerto Reales Tamarindos                    |
| Puerto Francisco de Orellana (Coca), Orellana | Aeropuerto Francisco de Orellana                |
| Quito, Pichincha                              | Aeropuerto Internacional Mariscal Sucre         |
| Shell Mera, Pastaza                           | Aeropuerto Río Amazonas (HUB)                   |
| Sucúa, Morona Santiago                        | Aeropuerto de Sucúa                             |
| Taisha, Morona Santiago                       | Aeropuerto de Taisha                            |
| Tena, Napo                                    | Aeropuerto Mayor Galo de la Torre               |
| Tiputini, Orellana                            | Aeródromo de Tiputini                           |
| Tulcán, Carchi                                | Aeropuerto Teniente Coronel Luis A. Mantilla    |

## Accidentes e incidentes
- El 2 de abril de 1958, un Junkers Ju 52 (HC-SND) se estrelló cerca de Quito mientras cubría la ruta Quito-Esmeraldas debido a un fallo de motor. Fallecieron tres de sus catorce ocupantes y la aeronave quedó destruida.[4]

- El 16 de septiembre de 1965, un Douglas DC-3 (HC-AFQ) se estrelló poco antes de aterrizar en el Aeropuerto Río Amazonas, de Shell Mera, proveniente del Aeropuerto Francisco de Orellana. Murieron nueve de once ocupantes y la aeronave quedó destruida. La culpa del accidente fue una tormenta con mucha lluvia.[5]
- El 25 de agosto de 1969, otro Douglas DC-3 (HC-ALK) fue dañado sin posibilidad de reparación cerca de Sucre, Manabí. Murió uno de sus ocupantes.[6]
- El 2 de marzo de 1971, otro Douglas DC-3 (HC-ALC) fue dañado sin posibilidad de reparación. No se ofrecen más detalles.[7]